# Fondation Caritas France
Pour les articles homonymes, voir Caritas (homonymie).
 (octobre 2017).
La Fondation Caritas France est une fondation abritante française reconnue utilité publique, créée en juin 2009 par le Secours catholique pour compléter ses moyens d’action. Elle a pour objet la lutte contre la pauvreté et l’exclusion sociale en France et dans le monde. En 2016, elle était la seconde fondation abritante de France quant au nombre de fondations abritées.

## Activité
La fondation s’est fixé quatre missions : 
- Soutenir des expérimentations sociales en France ;
- Répondre aux besoins essentiels définis par les Objectifs du millénaire pour le développement ;
- Permettre aux donateurs de s’impliquer par le biais de fondations abritées ;
- Favoriser la recherche sur la lutte contre la pauvreté et l’exclusion[2].

Elle finance des actions en faveur de l’insertion sociale et professionnelle, de l’hébergement et la formation professionnelle en France, et des projets relatifs à l’approvisionnement en eau et à la sécurité alimentaire ailleurs dans le monde, particulièrement en Afrique subsaharienne.
Elle abrite également des fondations créées par des mécènes, qu’elle conseille dans leur démarche. En 2016, ces fondations étaient au nombre de 88, ce qui en fait l’une des plus importantes fondations abritantes de France après la Fondation de France.
La fondation de recherche Caritas décerne un prix annuel, placé sous l’égide de l’Institut de France. D’un montant de 10 000 euros, il récompense un travail de recherche ou une publication sur le thème de la pauvreté, de la charité et de la solidarité, notamment des études statistiques. Elle effectue également des partenariats sur des études sociales, par exemple, pour une étude sur la mendicité.
Pour l'année 2017, Caritas Habitat déclare à la Haute Autorité pour la transparence de la vie publique exercer des activités de lobbying en France d’un montant n'excédant pas 10 000 euros.
La Fondation Caritas France fait partie du Centre français des fondations et du Fonds du 11 janvier créé après les attentats de janvier 2015 en France. 
Elle est reconnue d’utilité publique depuis sa création.